# Pablo Trapero
Pablo Trapero (ur. 4 października 1971 w San Justo) – argentyński reżyser, scenarzysta i producent filmowy. Jeden z najwybitniejszych przedstawicieli współczesnego kina Ameryki Łacińskiej.

## Życiorys
Sławę przyniósł mu pokazany w konkursie głównym na 61. MFF w Cannes film Lwica (2008). Główną rolę zagrała w nim żona reżysera Martina Gusman, która była również gwiazdą kolejnych dzieł Trapero (Carancho, 2010; Biały słoń, 2012).
Następnie wyreżyserował jeden z epizodów w filmie nowelowym 7 dni w Hawanie (2012). Za ironiczny portret mafijnej rodziny El Clan (2015) Trapero zdobył Srebrnego Lwa dla najlepszego reżysera na 72. MFF w Wenecji.
Zasiadał w jury sekcji „Cinéfondation” na 57. MFF w Cannes (2004) oraz w jury konkursu głównego na 69. MFF w Wenecji (2012). Przewodniczył obradom jury sekcji „Un Certain Regard” na 67. MFF w Cannes (2014).